# Tetsuya Komuro
Tetsuya Komuro (小室 哲哉 Komuro Tetsuya?) (Fuchū, 27 de noviembre de 1958) es un productor y músico originario de la ciudad de Tokio, en Japón.
Comenzó dentro de su banda TM NETWORK en los 80's, con los que alcanzó gran popularidad. Experimentando musicalmente también fue parte de la banda TRUE KiSS DESTINATION, junto con la cantante Asami, y desde 1995 hasta la actualidad es miembro activo de la banda de pop y electrónica globe.
En los años 90 fue considerado uno de los genios musicales más influyentes dentro de la industria musical japonesa, creando la conocida "Familia Komuro", que albergaba a los más exitosos cantantes nipones de la década, y también ayudó al sello Avex a ser una de las más fuertes potencias musicales, debido a sus producciones, y los nuevos artista que encontraba y convertía en famosas estrellas.
También es dueño junto con el sello Avex de la discoteca más grande Asia que está en Tokio llamada Velfarre.

## Historia

### Primeros pasos en la música
Nacido en la expuesta y llenas de diversas influencias, el joven Tetsuya aprendió prematuramente a tocar el complejo instrumento del violín, y ya con sólo tres años sabía tocarlo y crear música. En la secundaria adquirió un sintetizador, el cual aprendió rápidamente también.
Estando en la universidad junto a dos de sus compañeros, Takashi Utsunomiya y Naoto Kine, forma la banda TM NETWORK (también conocidos como TMN) en el año 1983. La banda comenzó teniendo éxito relativo, pero Komuro comenzó a hacerse más popular que los otros miembros de la banda, principalmente por sus brillantes composiciones y creaciones, y comenzó a ser solicitado para crearle música a prestigiosas divas de la época como Seiko Matsuda, Kyoko Koizumi y Miho Nakayama.
En 1988 TMN llega a su final, y los miembros toman caminos separados, y Komuro con algo de dinero se fue de su país hacia Londres. En el país británico el joven recibió gran influencia de una música que él desconocía, la cual principalmente era el rave europeo, del cual quedó completamente maravillado, y nuevamente inspirado. Volvió a Japón al cabo de un año, y comenzó a internarse nuevamente en nuevos proyectos musicales, y también a crear nueva música.

### Como productor
En el 1992 Komuro produjo y moldeó una nueva banda, la cual fue llamada en ese tiempo trf (actualmente TRF, Tetsuya Komuro Rave Factory), la cual consistía en música electrónica, expuesta a través de la voz femenina. Este nuevo estilo, el rave, desconocido en el país nipón (al menos proveniente de artistas nacionales), cautivó rápidamente la atención de los fanáticos, y los dos primeros sencillos de trf, "EZ DO DANCE" y "Boy Meets Girl", se convirtieron en éxitos masivos, vendiendo cada uno más de un millón de copias. La banda llegó a vender más de 20 millones de copias entre sencillos y álbumes en los años que seguirían a cargo de la producción de Komuro.
Mientras su creación le daba toneladas de dinero en ganancias, Komuro estaba prestando toda su atención en una joven de Okinawa 18 años, la cual tras haber pertenido a una banda no tan exitosa, pensaba convertirla en toda una sensación; ella era Namie Amuro. Namuro debutó como solista en 1995, y su éxito se presentó prácticamente de forma inmediata. La joven se convirtió en un ícono adolescente de la primera mitad de los noventa, vendiendo a su vez millones de discos. Otras estrellas encontradas por Komuro en la Prefectura de Okinawa fue el grupo de chicas MAX (las cuales comenzaron como bailarinas de Namie Amuro), y también a la banda Speed, grupos que también lograron reconocimiento. Planeando proyectar la carrera de una joven cantante llamada Keiko Yamada, y de un rapero llamado Marc Panther, Komuro tuvo la genial idea de finalmente formar la banda globe con los dos potenciales éxitos, donde posteriormente él mismo se incluyó como tecladista. Su banda logró vender más de 4 millones de copias con su primer álbum (algo en ese instante histórico para la historia de Japón con un trabajo debut), lo que sin duda le otorgó a toda Familia Komuro un gran prestigio.
Komuro ha realizado diversos trabajos para intentar exteriorizar su carrera. En 1998 aprovechando su popularidad, que estaba al tope, compuso el tema oficial de la Copa Mundial de Fútbol de 1998 junto con Jean-Michel Jarre y cantado por OLIVIA , aparte de comenzar a trabajar con la banda estadounidense Backstreet Boys, que en ese momento era una de las bandas juveniles más populares.
Debido a la gran influencia dentro de la industria, Komuro tiene el poder de crearse sellos privados dentro de Avex Trax y Sony Music Entertainment Japan. avex globe lo creó al mismo que debutaba con su banda globe en 1995, y es el subsello privado dentro de Avex donde globe tiene libertad tiene libertad para lanzar sus trabajos de forma independiente a otros artistas de Avex; incluso trabajos en solitario de sus miembros han sido lanzados por este subsello. El subsello creado en Sony, TRUE KiSS DiSC, se fundó también junto con el debut donde Komuro formaba parte activa TRUE KiSS DESTINATION, junto a la cantante Asami Yoshida. El sello comenzó a tomar poder y posteriormente comenzó a albergar a otros artistas como Ami Suzuki y Yoshihiro Kai. Poco antes del debut de TRUE KiSS DESTINATION, TM NETWORK volvía a reunirse tras una década, y lanzan una última compilación, aparte del debut de su nueva banda junto a Asami Yoshida y "AFRICA", su primer sencillo, el cual fue un cover de la popular canción de la banda Toto.
Su interés innato por la música jamás ha dejado de fluir, siempre mostrando actitud de interés por los más diversos tipos de música, y siempre provando y curioseando nuevos estilos (desde el rock crudo a la electrónica), para probarse a sí mismo como profesional y gran músico.

### Controversia
Las principales manchas negras que han detonado la decadencia de la Familia Komuro han sido los polémicas aventuras amorosas de Komuro, y su facilidad que tiene para desechar artistas que alguna vez convirtió en éxitos, dejándolos en el fracaso. fue en 1997, fue el desvelamiento del romance oculto de Komuro (en ese entonces de 39 años) con la joven cantante de 21 años Tomomi Kahala, lo cual hizo aparecer el nombre de ambos en cada tabloide y revista japonesa, que sin duda no es considerada buena prensa para cualquier personalidad de prestigio. La joven Kahala incluso logró superar en ventas a Namie Amuro en el tope de su carrera, pero el simple romance entre ambas personalidades no fue la gran polémica, porque tras la separación de ambos un año más tarde dio mucho que hablar, principalmente por supuestas violentas peleas, matrimonio y divorcio en secreto, e incluso intentos de suicidio por parte de Kahala, ya que Tetsuya Komuro dejó de apoyarla también musicalmente, por lo que su carrera se fue en picada, y fue despedida de su sello disquero. Sólo algunas semanas después aparecía una nueva integrante de la Familia Komuro, una joven de 16 años, Ami Suzuki, que logró vender casi dos millones de copias con su primer álbum, y que fue bautizada como el reemplazo de Tomomi Kahala para Komuro (musicalmente hablando).
Poco tiempo después que Kahala consigue reponerse y regresar a la música en el 2001, con un nuevo sello disquero, se anunciaba que Komuro se casaba con la cantante 16 años menos que él Masami Yoshida, que en ese momento tenía cuatro meses de embarazo del músico. Poco después del año de haber estado casados se supo que se había divorciado de Yoshida, ya que en el 2002 fue televisado en vivo un nuevo matrimonio en vivo de Komuro con su compañera de la banda globe Keiko. Para este entonces el prestigio del músico estaba prácticamente en el suelo, y muchas estrellas que fueron invitadas a dicha ceremonia desistieron de presentarse.

### En la actualidad
Desde el 2005 Tetsuya Komuro ha comenzado a transmitir música desde el internet, fundando el proyecto de música de alta fidelidad HD Sound Lab. con el apoyo de Avex, y también el proyecto similar @ MUSIC HD, donde se vende música a través de internet del sello Avex, con la misma calidad de un CD a un precio similar también. 
En el 2006 el productor retomó su actividad en el ámbito musical, eligiendo a la ciudad americana de Los Ángeles como base. Con el nombre de DJ TK comenzó a producir y crear música para 245 (seudónimo tomado por Marc Panther al querer internacionalizar su carrera en solitario), así como también volver a producir música para su banda globe, y también para Bubble Aota y el comediante Yoshimoto.

## Sus apodos
En la era de TM NETWORK los fanáticos le llamaban de cariño "Tetsu-chan", y también "Sensei" (profesor o maestro), pero el principal alias utilizado por Tetsuya Komuro prácticamente desde sus comienzos ha sido TK, el cual ya se han convertido en una verdadera marca. El nombre de todos los cantantes a su cargo, a los cuales les produce (o solía producir) cada uno de sus proyectos musicales eran llamados genéricamente la Familia Komuro (Komuro Family), término que abarca prácticamente a todos los artistas que él ha convertido en estrellas, aparte de los músicos que constantemente le ayudan. Sin embargo cuando de proyectos musicales se trata, y para pasar algo inadvertido, Komuro ha utilizado diversos alias, entre los que se cuentan t tek 2, tan DK y DJ TK.

## Discografía
Los trabajos discográficos de Tetsuya Komuro en solitario. Casi todos son instrumentales.

### Sencillos
1. RUNNING TO HORIZON
2. GRAVITY OF LOVE
3. CHRISTMAS CHORUS
4. 天と地と～HEAVEN AND EARTH～
5. 永遠と名づけてデイドリーム
6. Magic
7. Pure (Hyper Mix)
8. SPEED TK RE-MIX
9. TOGETHER NOW (Jean-Michel Jarre & Tetsuya "TK" Komuro feat. OLIVIA)
10. Blue Fantasy - Love & Chill Out
11. Blue Fantasy - Dj Krush Remix
12. Speed TK Re-Mix: Hono no Koma
13. Embryo
14. Someday MF Remix
15. If You Like It or Not
16. @Buddha Bar
17. Someday 2006
18. Arashiyama
19. I Want You Back (MF247 Remix)
20. Angelina (MF Prepromix)
21. Guts Daze!! (DJ TK Mix)
22. Now 1
23. Nijūniseiki e no Kakehashi
24. Freedom (Remode)/Love Again (Remode)
25. #Run
26. Have Dreams!
27. A New Lease on Life
28. Blue Ocean

### Álbumes
- VAMPIRE HUNTER D (1985)
- SEVEN DAYS WAR (1988)
- Digitalian is eating breakfast (1989)
- 天と地と (1990)
- Psychic Entertainment Sound (Tetsuya Komuro & Mr. Maric) (1990)
- マドモアゼル・モーツアルト (1991)
- Hit Factory (1992)
- 二十歳の約束 (1992)
- t j m ― tetsuya komuro Jungle massive (1995)
- tk-trap (1996)
- Blue Fantasy - Love & Chill Out With Trance Remixes (2001)
- SYNTHESIZED TRANCE vol. 1 (2002)
- SYNTHESIZED TRANCE vol. 2 (2002)
- PIANO globe～globe piano collection～ (2003)
- PIANO WIND (TK AMBIENT SELECTION) (2003)
- PIANO VOICE (TK PIANO WORKS) (2003)
- TK INSTRUMENTAL WORKS SELECTION 1986~2003 (2006)
- The Greatest Hits: S (2006)
- The Greatest Hits: A (2006)
- Far Eastern Wind – Winter (2008)
- Far Eastern Wind – Spring (2008)
- Far Eastern Wind – Summer (2008)
- Far Eastern Wind – Autumn (2008)
- Digitalian is Eating Breakfast 2 (2011)
- Komuro Tetsuya Meets Vocaloid (2012)
- Digitalian is Eating Breakfast 3 (2013)
- EDM Tokyo (2014)
- Jobs #1 (2017)

## DVD
- Digitalian is eating breakfast (1989)
- tk-trap (1996)